# 資訊藝術
資訊藝術（Information art）是一個最近出現的電子藝術類型，綜合了電腦科學、大量資訊處理技術。
資訊藝術的表現形式往往採用經典的現代藝術表現、如表演藝術（舞台的方式）、視覺藝術、媒體等等。資訊藝術也經常具有人機互動的特性。如讓觀者進行動作、引起電腦的反應，開始處理大量資料，並依設計者的目地來選擇如何呈現等。

## 外部連結
- Intersections of Art, Technology, Science and Culture- Links （页面存档备份，存于）
- Leonardo/The International Society for the Arts, Sciences and Technology （页面存档备份，存于）